# Ludwig Koch (Jesuit)

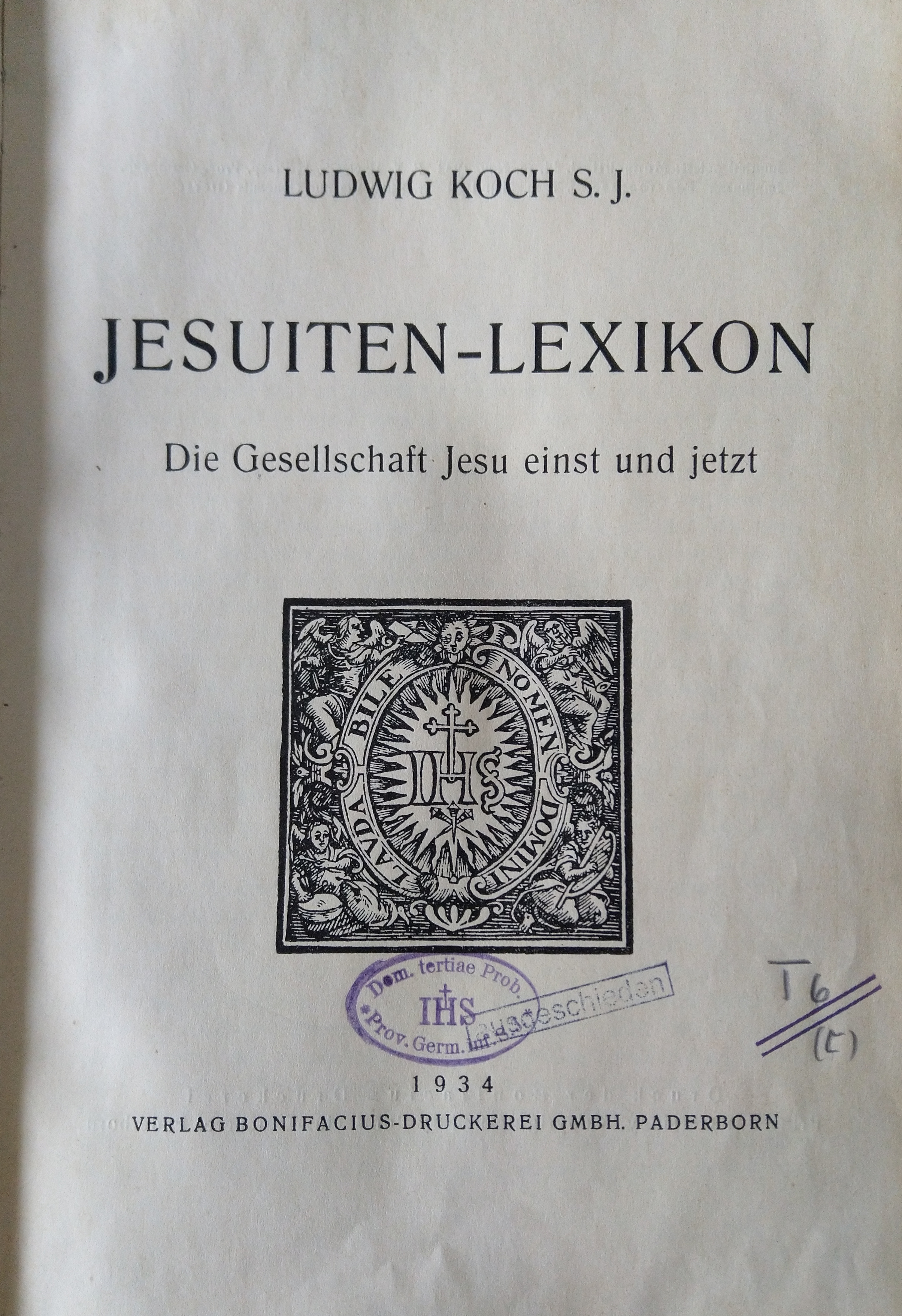
Titelseite des Jesuiten-Lexikons (1934)

Ludwig Koch SJ  (* 28. Mai 1878 in Ladenburg; † 1. November 1936 in München) war ein deutscher Jesuit und Historiker.

## Leben
Nach Gymnasialstudien in Sasbach und Freiburg trat er in Tisis am 1. Oktober 1897 in die Gesellschaft Jesu ein. Zwischen 1904 und 1908 arbeitete er als Lehrer am Gymnasium Anchieta in Porto Alegre. 1911 und 1912 unterrichtete er Rhetorik in Valkenburg, wo er am 3. September 1911 zum Priester geweiht wurde. Von 1914 bis 1921 war er Schriftleiter des Sonntagsblattes Leo in Paderborn. 1921 zog er nach Brasilien und war dort zunächst bis 1922 wieder am Gymnasium Anchieta, von 1923 bis 1925 dann Rektor des Priesterseminars in São Leopoldo. Parallel dazu war er von 1921 bis 1925 Schriftleiter der Sonntagsstimmen, eines deutschsprachigen Volksblattes in Porto Alegre. Seit 1933 war er Kirchenrektor an St. Michael (München) und Präses der Marienkongregation der Lehrerinnen. Auch als Mitarbeiter an der Kulturzeitschrift Stimmen der Zeit war er tätig. Er wurde auf dem Pullacher Jesuitenfriedhof begraben.

## Schriften (Auswahl)
- Chorographia do Brasil. 1907.
- Und dann – die Jesuiten! Revolution und Kulturkampf in Spanien. Regensburg 1932, OCLC 799471743, urn:nbn:de:bvb:355-ubr29068-1.
- Jesuiten-Lexikon. Die Gesellschaft Jesu einst und jetzt. Paderborn 1934, OCLC 805012125 (Volltext beim Internet Archive).
  - Nachdruck mit Berichtigungen und Ergänzungen der Ausgabe Paderborn 1934. Löwen-Heverlee 1962.
    - A–J. OCLC 258701119 (Digitalisat).
    - K–Z. OCLC 614739084 (Digitalisat).